# Матч всех звёзд НХЛ 1960
14-й матч матч всех звёзд НХЛ прошёл 1 октября 1960 года в Монреале.
Впервые матч «звёзд» прошёл без Мориса Ришара, объявившего незадолго до этого об окончании своей карьеры. Победный гол для «Олл Старс» в конце второго периода забил игрок «Нью-Йорк Рейнджерс» Энди Хебентон с передачи своего одноклубника Реда Салливана.